# Hinterpfeinach
Hinterpfeinach (fränkisch: Hinna-bfaini) ist ein Gemeindeteil der Stadt Uffenheim im Landkreis Neustadt an der Aisch-Bad Windsheim (Mittelfranken, Bayern). Hinterpfeinach liegt in der Gemarkung Custenlohr.

## Lage
Der Weiler liegt an einem Seitenarm des Grimmelbachs. In dem westlich vom Ort gelegenen Waldgebiet Buchholz befindet sich eine Keltenschanze und die Überreste eines Schlosses. Eine Gemeindeverbindungsstraße führt nach Vorderpfeinach (0,8 km nördlich) bzw. an Landthurm vorbei nach Ohrenbach (2,8 km südwestlich).

## Geschichte
Der Ort wurde 1350 als „Nydern Pfeynaw“ erstmals urkundlich erwähnt. Möglicherweise wurde er schon 1259 als „Phinowe“ erwähnt. Der Beleg kann aber nicht eindeutig zugeordnet werden. Das Bestimmungswort des Ortsnamens ist Pfīno, der Personenname des Siedlungsgründers. Das Grundwort bezeichnet eine Flussaue.
Gegen Ende des 18. Jahrhunderts gab es in Hinterpfeinach 5 Anwesen. Das Hochgericht übte das ansbachische Oberamt Uffenheim aus. Das Kasten- und Stadtvogteiamt Uffenheim war Grundherr sämtlicher Anwesen. Von 1797 bis 1808 unterstand Hinterpfeinach dem preußischen Justiz- und Kammeramt Uffenheim.
1806 kam der Ort an das Königreich Bayern. Mit dem Gemeindeedikt (frühes 19. Jahrhundert) wurde Hinterpfeinach dem Steuerdistrikt Mörlbach und der Ruralgemeinde Custenlohr zugewiesen.
Am 1. Juli 1972 wurde Hinterpfeinach im Zuge der Gebietsreform in Bayern nach Uffenheim eingegliedert.

### Einwohnerentwicklung
| Jahr      | 001818 | 001840 | 001861 | 001871 | 001885 | 001900 | 001925 | 001950 | 001961 | 001970 | 001987 |
| Einwohner | *73    | 35     | *65    | 26     | 29     | 35     | 23     | 24     | 30     | 24     | 23     |
| Häuser    | *17    | 6      |        |        | 6      | 6      | 6      | 5      | 9      |        | 5      |
| Quelle    | [ 9 ]  | [ 13 ] | [ 14 ] | [ 15 ] | [ 16 ] | [ 17 ] | [ 18 ] | [ 19 ] | [ 20 ] | [ 21 ] | [ 1 ]  |

## Religion
Der Ort ist seit der Reformation evangelisch-lutherisch geprägt und gehört bis heute zur Kirchengemeinde St. Jakob (Custenlohr).